# Sprengel Potsdam
Der Sprengel Potsdam ist einer von drei Sprengeln der Evangelischen Kirche Berlin-Brandenburg-schlesische Oberlausitz (EKBO). Er entstand 1997 durch die (Wieder-)vereinigung der Sprengel Potsdam (alt) und Eberswalde in der Evangelischen Kirche in Berlin-Brandenburg. Er hatte seinen Sitz in Neuruppin und hieß deshalb auch zunächst Sprengel Neuruppin. Als solcher blieb er beim Aufgehen der Evangelischen Kirche in Berlin-Brandenburg in die EKBO unverändert bestehen. Zum 1. Januar 2010 wurde der Sitz nach Potsdam verlegt.

## Generalsuperintendenten
2004–2010: Hans-Ulrich Schulz (schon ab 1997 Generalsuperintendent in der Evangelischen Kirche in Berlin-Brandenburg)
2010–2020: Heilgard Asmus
2020–0000: Kristóf Bálint

## Kirchenkreise
Im Sprengel Potsdam gibt es neun Kirchenkreise
| Name                   | Sitz            | Superintendent/in                                       |
| ---------------------- | --------------- | ------------------------------------------------------- |
| Barnim                 | Eberswalde      | Christoph Brust                                         |
| Falkensee              | Falkensee       | Bernhard Schmidt (Vorsitzender der kollegialen Leitung) |
| Mittelmark-Brandenburg | Kloster Lehnin  | Siegfried-Thomas Wisch                                  |
| Nauen-Rathenow         | Nauen           | Thomas Tutzschke                                        |
| Oberes Havelland       | Gransee         | Uwe Simon                                               |
| Potsdam                | Potsdam         | Angelika Zädow                                          |
| Prignitz               | Perleberg       | Eva-Maria Menard                                        |
| Uckermark              | Prenzlau        | Michaela Fröhling                                       |
| Wittstock-Ruppin       | Wittstock/Dosse | Carola Ritter                                           |